# Bresser (Unternehmen)

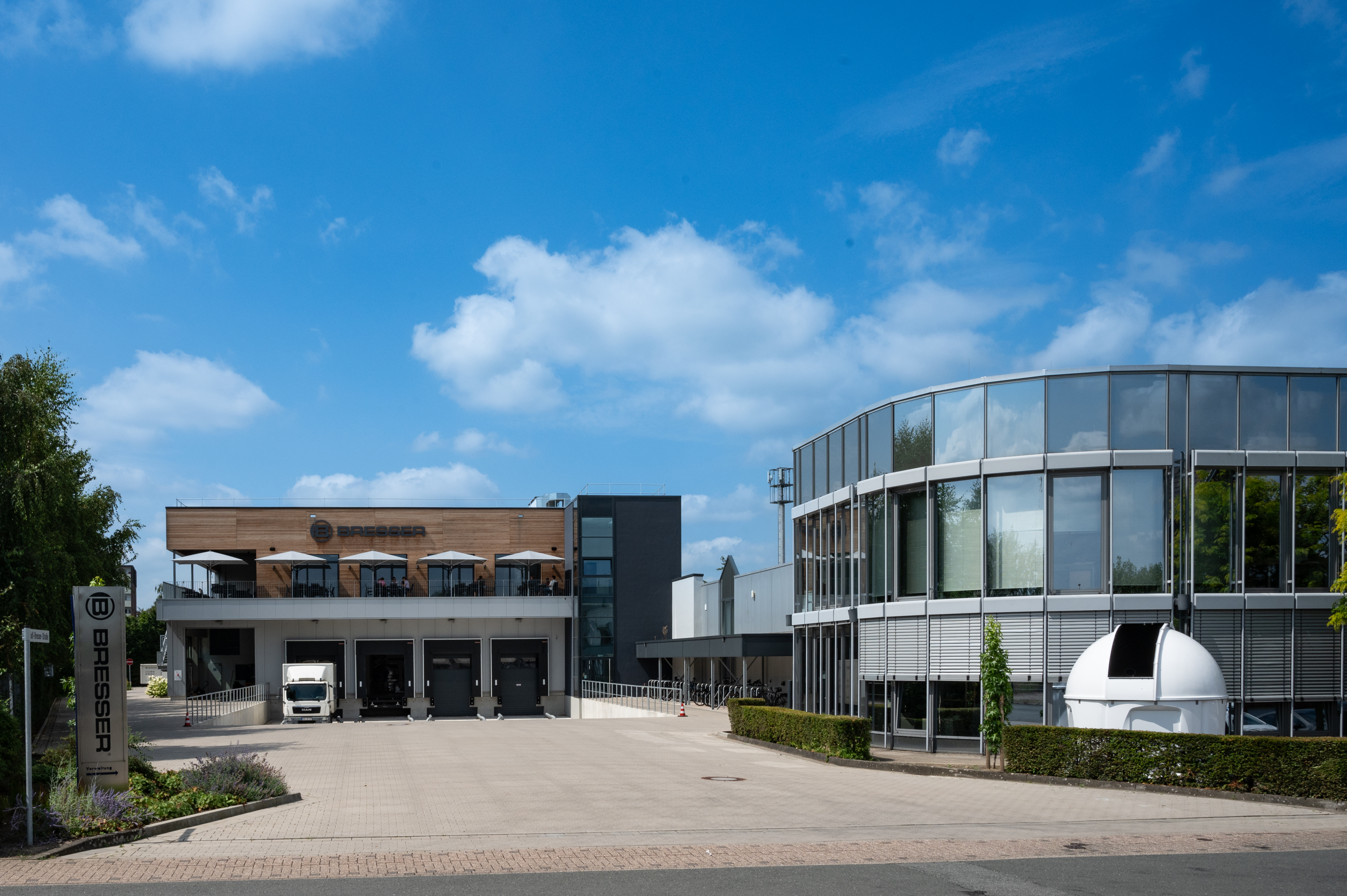
Hauptsitz der Bresser GmbH in Rhede (2024)

Bresser ist ein deutsches Unternehmen der Optischen Industrie, das optische Geräte wie astronomischen Teleskopen, Mikroskopen, Ferngläsern und Zubehör produziert. Hauptlieferant ist Jinghua Precision Optics Co., Ltd. (JOC).

## Geschichte
Die Firma Bresser wurde 1957 von Josef Bresser in Borken gegründet und spezialisierte sich anfangs auf den Import und Verkauf von Ferngläsern. Nach dem Tode von Bresser übernahm sein Sohn Rolf 1979 den Betrieb. In den 1990er Jahren wurde Bresser zum größten Anbieter optischer Geräte in Europa. Im Jahr 1999 verkaufte Rolf Bresser seine Anteile an die Meade Instruments Corporation, einen US-amerikanischen Weltmarktführer für astronomische Teleskope. 2006 zog das Unternehmen von Borken ins benachbarte Rhede. Im Jahr 2009 erwarb Rolf Bresser gemeinsam mit Partnern die europäische Tochtergesellschaft Meade Instruments Europe GmbH & Co. KG zurück, behielt dabei jedoch den Meade-Markenvertrieb in Europa. 2010 wurde in den USA die Bresser LLC gegründet. Seit 2013 firmiert das Unternehmen als Bresser GmbH. Mit der Übernahme des niederländischen Fotostudio-Ausrüsters Folux B.V. im Jahr 2014 wurde das Produktportfolio erweitert. Seit 2015 vertreibt Bresser Produkte von Lunt Solar Systems, einem Anbieter für hochwertige astronomische Instrumente. Seit 2021 erweiterte Bresser die Produktionskapazitäten durch Investitionen in Logistik und Digitalisierung.

## Geschäftstätigkeit und Sortiment
Bresser ist in mehreren Produktbereichen tätig mit den Kernfeldern Optik, Mikroskopie, Freizeit-, Natur- und Outdoorbedarf sowie digitale Messtechnik. Zum astronomischen Sortiment zählen Teleskope, Okulare, Filter, Montierungen und Beobachtungskuppeln, die unter den Marken Bresser, Explore Scientific, Lunt Solar Systems, National Geographic, Pulsar Observatories und Vixen vertrieben werden. Für die Mikroskopie bietet Bresser sowohl Einsteiger- als auch Forschungsmodelle an – darunter digitale Mikroskope, Stereomikroskope und Messsysteme. Im Segment Fotostudio-Ausstattung umfasst das Angebot Studioblitze, Dauerlichter, Softboxen und Stative, die primär unter der Marke Bresser vertrieben werden. Ergänzt wird das Portfolio durch Freizeitoptiken wie Ferngläser, Monokulare und Spektive. Nachtsichtgeräte und Wärmebildkameras werden mit Kooperationsmarken wie Pulsar und Pixfra vertrieben. Ein weiterer Bereich ist die digitale Messtechnik. Bresser vertreibt seit den frühen 2000er Jahren elektronische Wetterstationen und Hygrometer. Seit 2021 bietet das Unternehmen auch smarte Wetterstationen mit App-Anbindung an, die über Plattformen wie Tuya Smart Life gesteuert werden können. Weitere Consumer-Produkte umfassen Metalldetektoren, Wildkameras, digitale Uhren und Action-Kameras. Viele Produkte entstehen in enger Zusammenarbeit mit JOC, einem chinesischen Optikhersteller, der auch Anteile an Bresser hält. Durch die Marke Bresser junior und Lizenzpartnerschaften, etwa mit National Geographic und DieMaus, wird zudem eine breite Zielgruppe im Bereich Einsteiger- und Bildungstechnik angesprochen.

## Einsatz in der Wissenschaft
Mikroskope der Bresser GmbH finden regelmäßig Anwendung in wissenschaftlichen Studien und Forschungsprojekten. Sie werden insbesondere in den Bereichen Biowissenschaften, Medizin und Umweltforschung eingesetzt. So nutzten beispielsweise Ranaivoson et al. (2019) in ihrer Studie zur babesialen Infektion bei Flughunden Mikroskope von Bresser zur Analyse von Blutausstrichen und Parasitennachweisen. Auch in der experimentellen Krebsforschung fanden Bresser-Mikroskope Verwendung: La Montagna et al. (2018) untersuchten den Einfluss von Zoledronsäure und Leuprorelinacetat auf die Migration von Prostatakarzinomzellen. Darüber hinaus wurde in einer anatomischen Untersuchung von Walz et al. (2023) zur Expression des TRPC6-Proteins bei älteren Menschen sowie bei Lebererkrankungen ebenfalls auf Mikroskope von Bresser zurückgegriffen.

## Josef-Bresser-Sternwarte

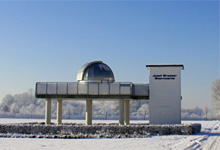
Josef Bresser Sternwarte in Borken

Im Mai 2003 wurde im Borkener Stadtteil Hoxfeld die Josef-Bresser-Volkssternwarte eröffnet. Die Anlage dient der öffentlichen astronomischen Bildung und beheimatet das bis dato größte in Serie gebaute Teleskop – ein 16 Zoll Schmidt-Cassegrain-Teleskop. Die Anlage wird von dem Förderverein Sternfreunde Borken e.V. betrieben. Sie trägt den Namen des Firmengründers Josef Bresser.